# Green Lake, Cariboo
Green Lake är en sjö i Kanada.   Den ligger i provinsen British Columbia, i den södra delen av landet, 3 400 km väster om huvudstaden Ottawa. Green Lake ligger 1 070 meter över havet. Arean är 29,4 kvadratkilometer. Den sträcker sig 10,4 kilometer i nord-sydlig riktning, och 15,4 kilometer i öst-västlig riktning.
I omgivningarna runt Green Lake växer i huvudsak barrskog. Trakten runt Green Lake är nära nog obefolkad, med mindre än två invånare per kvadratkilometer.